# 茂宇気神社
茂宇気神社（もうけじんじゃ）は、鳥取県鳥取市鹿野町河内にある神社。祭神は天照大神である。旧社格は村社。

## 概要
古くは地元集落の氏神にすぎなかったが、「茂宇気（もうけ）」が「儲け（もうけ）」に通じることから、今では商売繁盛の神様として広く信仰を集めている。
明治5年（1872年）村社に列する。大正9年（1920年）村民が協力し設備を整備したことにより、神饌幣帛料供進神社に指定された。

## 周辺
- 県道21号線

## アクセス
- JR宝木駅から鳥取市気高循環バス河内行き（平日のみ運行）に乗車。「毛古屋」下車徒歩15分
- 中国自動車道佐用ICから1時間40分